# NGC 6834
NGC 6834 é um aglomerado aberto na direção da constelação de Cygnus. O objeto foi descoberto pelo astrônomo William Herschel em 1784, usando um telescópio refletor com abertura de 18,6 polegadas. Devido a sua moderada magnitude aparente (+7,8), é visível apenas com telescópios amadores ou com equipamentos superiores. 